# Episodi di Brandy & Mr. Whiskers (seconda stagione)
La seconda stagione della serie televisiva d'animazione Brandy & Mr. Whiskers è composta da 18 episodi, ciascuno suddiviso in due segmenti. È stata trasmessa in prima visione negli Stati Uniti d'America su Disney Channel dal 3 febbraio al 25 agosto 2006.
| nº | Titolo originale                                                              | Titolo italiano                                                                         | Prima TV USA     | Prima TV Italia |
| -- | ----------------------------------------------------------------------------- | --------------------------------------------------------------------------------------- | ---------------- | --------------- |
| 1  | Get A Job - Jungle Makeover                                                   | Al lavoro - Trasformazione nella giungla                                                | 3 febbraio 2006  |                 |
| 2  | Pop Goes The Jungle - Prince Of The Jungle                                    | Karaoke nella giungla - Wolfie principe della giungla                                   | 10 febbraio 2006 |                 |
| 3  | The Tell-Tale Shoes - Time For Waffles                                        | Le scarpe rivelatrici - La potenza del sorriso                                          | 17 febbraio 2006 |                 |
| 4  | Any Club That Would Have Me AS A Member... - Where Everybody Knows Your Shame | Benvenuti al club dei carnivori - Una lezione esemplare                                 | 24 febbraio 2006 |                 |
| 5  | Better Off Wet - Loathe Triangle                                              | Esame di nuoto - Triangolo pericoloso                                                   | 3 marzo 2006     |                 |
| 6  | Pet Peeves - What Price Dignity?! (Cheap!)                                    | Un animale poco domestico - Quanto vale la dignità?                                     | 10 marzo 2006    |                 |
| 7  | You've got Snail - The Magic Hour                                             | Hai una lumaca - L'ora magica                                                           | 17 marzo 2006    |                 |
| 8  | Net Of Lies - Dog Play Afternoon                                              | Una rete di bugie - Attori fuori dal comune                                             | 24 marzo 2006    |                 |
| 9  | Auntie Dote - Curses!                                                         | La zia Dote - Maledizioni!                                                              | 31 marzo 2006    |                 |
| 10 | Con Hare - Rain Delay                                                         | Impara a memoria con la lepre - Pioggia interrotta                                      | 7 aprile 2006    |                 |
| 11 | Sandy & Mr. Frisky - Thinking Outside the Fruit                               | Brandy e Mr. Whiskers incontrano Sandy & Mr. Frisky - Pensando all'esterno della frutta | 14 aprile 2006   |                 |
| 12 | Go! Fight! Win! - Class Dismissed                                             | Vai, lotta e vinci! - La classe sciolta                                                 | 21 aprile 2006   |                 |
| 13 | Itty Bitty Kitty - Brandy's Best-Ever Boyfriend                               | Gattino per pochi minuti - Un più grande amico di sempre per Brandy                     | 28 aprile 2006   |                 |
| 14 | A Little Problem - Stress Test                                                | Un piccolo problema - Stress da test                                                    | 5 maggio 2006    |                 |
| 15 | A Really Crushing Crush - Pickled Tink                                        | Un incidente davvero incidentato - Un operaio appiccicato                               | 12 maggio 2006   |                 |
| 16 | The Monster In My Skin - Dollars & Senseless and Violence                     | Un mostro nel corpo - I dollari e la violenza assurda                                   | 17 giugno 2006   |                 |
| 17 | Big Girls Don't Body Slam - I Am Rainfo                                       | Le ragazzone non slanciano il corpo - Io sono Rainfo                                    | 21 luglio 2006   |                 |
| 18 | The Tortoise and the Harebrain - Rip Van Whiskers                             | Il cervello della Lepre e della Tartaruga - Arriva Rip Van Whiskers                     | 25 agosto 2006   |                 |